# Liste von Kettenfahrzeugen der Bundeswehr

An Fahrzeugen geführtes Hoheitsabzeichen

Diese Liste enthält sämtliche Kettenfahrzeuge der Bundeswehr, sortiert nach im Einsatz befindlichen, gemäß Bundeswehrplan 2009 geplanten sowie außer Dienst gestellten Modellen. Modelle, die über die Erprobungsphase bei der Truppe, der Wehrtechnischen Dienststelle nicht hinauskamen, sind unter Experimental- und Probemuster gelistet.

## Erklärung
- Muster: Bezeichnung des Musters

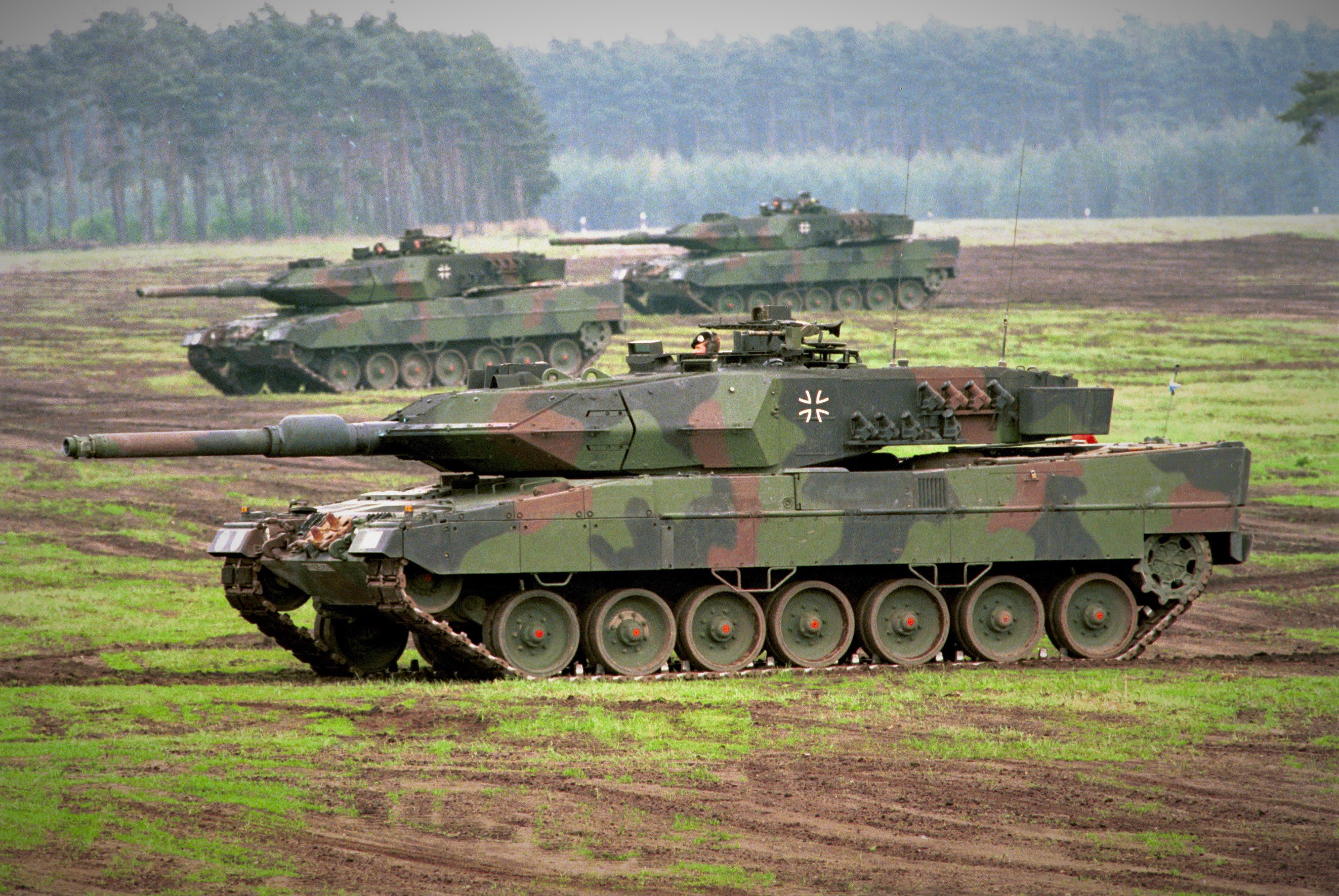
Leopard 2, die heute das Rückgrat der Panzertruppe der Bundeswehr stellen

- Bild: Foto oder Skizze des Fahrzeugs
- Dienstzeit von …: Beginn der Verwendung durch die Bundeswehr
- Dienstzeit bis …: Ende der Verwendung durch die Bundeswehr
- Anzahl insg.: Gesamtzahl der bei der Bundeswehr vorhandenen Exemplare
- Anzahl aktuell: Anzahl der derzeit (Stand 2018) im Dienst stehenden Exemplare
- Verwendung: Hauptverwendungszweck des Fahrzeugs in der Bundeswehr
- Benutzer: Organisationsbereich der Bundeswehr (Luftwaffe/Heer/Marine/Rüstungsbereich), bei dem das Muster eingesetzt wird oder wurde. Experimental- und Probemuster, die lediglich durch die Wehrtechnische Dienststellen oder eine ihrer Vorgängerinstitutionen erprobt wurden, sind gesondert mit „WTD“ gekennzeichnet.

Derzeit in Dienst befindliche Fahrzeuge sind in den Tabellen hellgrün hinterlegt.

## Kampfpanzer
| Muster                    | Bild | Dienstzeit von … | Dienstzeit bis … | Anzahl insg. | Anzahl aktuell                               | Verwendung | Benutzer |
| ------------------------- | ---- | ---------------- | ---------------- | ------------ | -------------------------------------------- | --- | -------- |
| leichter Kampfpanzer M41  |      | 1956             | 1969             | 602          | –                                            | Erstausstattung der Bundeswehr. Eingesetzt als Jagdpanzer bei den Panzerjägern und Panzergrenadieren und als Spähpanzer bei den Panzeraufklärern. | Heer     |
| mittlerer Kampfpanzer M47 |      | 1956             | 1967             | 1120         | –                                            | Erstausstattung der Panzertruppe. | Heer     |
| mittlerer Kampfpanzer M48 |      | 1957             | 1993             | 1692         | –                                            | Nachfolgemodell des M47. Während seiner Dienstzeit mehrfach kampfwertgesteigert. In der Variante M48A2GA2 mit der 105-mm-Kanone des Leopard 1 ausgestattet. War bei Einführung des Leopard 2 noch in der 2. und 4. Jägerdivision sowie in den Heimatschutzbrigaden im Dienst.                                                           | Heer     |
| Kampfpanzer Leopard 1     |      | 1965             | 2003             | 2437         | –                                            | Eigenentwicklung der deutschen Rüstungsindustrie. Ablösung der Kampfpanzer M47. Während seiner Dienstzeit mehrfach kampfwertgesteigert. Auch bei zahlreichen ausländischen Streitkräften im Dienst, kam er erstmals bei der Operation Bøllebank im Bosnienkrieg durch Dänemark zum Kampfeinsatz.                                        | Heer     |
| Kampfpanzer Leopard 2     |      | 1979             | heute            | 2125+        | 289 (10/2021) (Aufstockung auf 328 bis 2025) | Entwickelt aus dem Rüstungsprojekt Kampfpanzer 70. Ablösung der Kampfpanzer M 48. Nach dem Kosovokrieg kam er erstmals bei KFOR zum Einsatz. Im 21. Jahrhundert das Rückgrat der Panzertruppe der Bundeswehr, sind die derzeit genutzten Varianten A6, A6M und A7. Wie der Leopard 1 auch von Streitkräften anderer Staaten eingesetzt. | Heer     |

## Jagdpanzer
| Muster                         | Bild | Dienstzeit von … | Dienstzeit bis … | Anzahl insg. | Anzahl aktuell | Verwendung | Benutzer |
| ------------------------------ | ---- | ---------------- | ---------------- | ------------ | -------------- | --- | -------- |
| Raketenjagdpanzer 1 (RakJPz-1) |      | 1961             | 1968             | 95           | –              | Eingesetzt in den Panzerjägerkompanien der Panzergrenadier- und Gebirgsjägerbrigaden. Ausgerüstet mit der draht-gelenkten Panzerabwehrlenkrakete SS 11. | Heer     |
| Kanonenjagdpanzer (KanJPz)     |      | 1966             | 1992             | 770          | –              | Eingesetzt bei den Panzerjägerkompanien der Panzergrenadier- und Heimatschutzbrigaden, den Panzerjägerzügen der Panzer-grenadier-, Jäger- und Gebirgsjägerbataillone und später bei den Panzerjäger-bataillonen der Jäger- und Gebirgsjägerbrigaden und den Panzerjägerzügen der Heimatschutzregimenter. | Heer     |
| Raketenjagdpanzer 2 (RakJPz-2) |      | 1967             | 1982             | 316          | –              | Fahrgestell wie Kanonenjagdpanzer, mit der Panzerabwehrlenkrakete SS 11 ausgestattet. Eingesetzt in den Panzerjägerkompanien der Panzer- und Panzergrenadierbrigaden sowie bei den Panzerjägerbataillonen der Jäger- und Gebirgsjägerbrigaden.                                                           | Heer     |
| Jagdpanzer Jaguar 1 (JPz-3)    |      | 1978             | 2004             | 316          | –              | Umrüstung der Raketenjagdpanzer 2 mit dem Waffensystem Euromissile HOT, eingesetzt in den Panzerjägerkompanien der Panzer- und einiger Panzergrenadierbrigaden. | Heer     |
| Jagdpanzer Jaguar 2 (JPz-4)    |      | 1983             | 1996             | 165          | –              | Mit dem Panzerabwehrlenkraketensystem TOW umgerüstete Kanonenjagdpanzer, eingesetzt in den Panzerjägerkompanien einiger Panzergrenadierbrigaden, da nicht ausreichend JPz Jaguar 1 zur Verfügung standen.                                                                                                | Heer     |

## Schützenpanzer
| Muster                         | Bild | Dienstzeit von … | Dienstzeit bis … | Anzahl insg.        | Anzahl aktuell | Verwendung | Benutzer  |
| ------------------------------ | ---- | ---------------- | ---------------- | ------------------- | -------------- | --- | --------- |
| Schützenpanzer M39             |      | 1956             | 1960             | 32                  | –              | Erstausstattung des Heeres. Die Schützenpanzer wurden für die Lehrkompanie in Munster-Lager beschafft. | Heer      |
| Schützenpanzer kurz, Hotchkiss |      | 1958             | 1981             | 1600                | –              | Eingesetzt in den Varianten - Typ 11-2 mit 20-mm-Maschinenkanone (als Späh- und Schützenpanzer für eine Halbgruppe) - Typ 22-2 Beobachtungspanzer - Typ 42-2 Nachschubpanzer - Typ 51-2 Panzermörser mit 81-mm-Mörser - Typ 91-2 mit Gefechtsfeldüberwachungsradar AN/TPS 33a. - Typ 2-2 Krankenkraftwagen mit zwei Feldtragen                                                                           | Heer      |
| Schützenpanzer lang, HS 30     |      | 1959             | ca. 1980         | 2176                | –              | Eingesetzt in den Varianten - Typ 12-3 mit 20-mm-Maschinenkanone und teilweise 106-mm-Leichtgeschütz - Typ 21-3 als Führungs- und Funkfahrzeug für Bataillons- und Brigadestäbe - Typ 51-3 mit 81-mm-Panzermörser, später umgebaut in - Typ 52-3 mit 120-mm-Panzermörser - Typ 81-3 Feuerleitpanzer für die Artillerie und Panzermörserzüge bzw. -kompanien                                              | Heer      |
| Schützenpanzer Marder          |      | 1971             | heute            | 2136                | 382 (12/2017)  | Derzeit werden die Varianten A3 (Schützenpanzer), A4 (Führungspanzer), A5 (mit Minenschutzausstattung) und A5A1 (mit Minenschutz und Klimaanlage) als Fahrschulfahrzeuge genutzt. Optional können am Turm Panzerlenkflugkörper vom Typ MILAN (A3 und A5) oder MELLS ausgerüstet werden. Die Außerdienststellung des Marders ist erst mit der Erlangung der Einsatzreife des Schützenpanzer Puma geplant. | Heer      |
| Schützenpanzer Puma            |      | 2015             | heute            | 350 (+50 im 2. Los) | 350            | Unter den 350 ausgelieferten Schützenpanzern Puma befinden sich 8 Fahrschulpanzer. | WTD, Heer |

## Transportpanzer
| Muster               | Bild | Dienstzeit von … | Dienstzeit bis … | Anzahl insg. | Anzahl aktuell | Verwendung | Benutzer       |
| -------------------- | ---- | ---------------- | ---------------- | ------------ | -------------- | --- | -------------- |
| Universal Carrier    |      | 1956             | 1960             | 300          | –              | Eingesetzt in der Panzeraufklärungstruppe und später als Nachschubpanzer. Erstausstattung des Heeres.                                                                                             | Heer           |
| Nachschubpanzer 42-1 |      | 1956             | 1962             | 201          | –              | Grundmodell vom Schützenpanzer kurz, abgeleitet vom Hotchkiss CC-25-55 aus Frankreich. Eingesetzt als Nachschubpanzer bei der Panzertruppe und den Panzergrenadieren. Erstausstattung des Heeres. | Heer           |
| M113 G3 GE           |      | 1965             | heute            | 4000         | 415            | Alle Varianten des M113 über 12,5 t mit Nutzungsdauerverlängerung 2. | Heer           |
| Bv 206 D/S           |      | 1984             | heute            | 370          | 290            | Geländetransportfahrzeug und Überschneefahrzeug für die Gebirgsjäger und als geschützte Sanitätsfahrzeuge in den Luftlandesanitätskompanien der Fallschirmjägerregimenter                         | Heer           |
| Wiesel 2             |      | 1990             | heute            | 48           | 48             | Eingesetzt in den Varianten - Bewegliche Befehlsstelle - Pioniererkundungstrupp - Fahrschulpanzer                                                                                                 | Heer/Luftwaffe |

## Waffenträger
| Muster                                                    | Bild | Dienstzeit von … | Dienstzeit bis … | Anzahl insg. | Anzahl aktuell | Verwendung | Benutzer |
| --------------------------------------------------------- | ---- | ---------------- | ---------------- | ------------ | -------------- | --- | -------- |
| M113 Panzermörser 120 mm                                  |      | 1970             | heute            | 494          | 48             | Eingesetzt bei den Gebirgsjägerbataillonen und den Jägerbataillonen 91, 292 und 413. | Heer     |
| Wiesel 1                                                  |      | 1990             | heute            | 343          | 272            | MK/TOW/Fahrschulpanzer 196 Fahrzeuge werden einer Nutzungsdauerverlängerung unterzogen und die TOW in diesem Zuge durch das System MELLS ersetzt. | Heer     |
| Aufklärungs-, Führungs- und Wirkverbund Mörserkampfsystem |      | 2011             | heute            | 8            | 8              | luftbewegliches Aufklärungs-, Führungs- und Wirksystem auf der Basis des Wiesel 2. Beinhaltet den Waffenträger mit 120-mm-Mörser, Aufklärungsfahrzeuge und Führungsfahrzeuge. Das Waffensystem ist befähigt zur vernetzten Operationsführung. Im Rahmen der Neuausrichtung der Bundeswehr wurde entschieden keine weiteren Systeme zu beschaffen. Insgesamt sollten 94 Fahrzeuge beschafft werden. | Heer     |

## Flugabwehrpanzer
| Muster                                            | Bild | Dienstzeit von … | Dienstzeit bis … | Anzahl insg. | Anzahl aktuell | Verwendung | Benutzer  |
| ------------------------------------------------- | ---- | ---------------- | ---------------- | ------------ | -------------- | --- | --------- |
| Panzerflak M16                                    |      | 1956             | 1962             | 192          | –              | Erstausstattung der Bundeswehr. Einziges Halbkettenfahrzeug der Bundeswehr, bewaffnet mit einem Vierlings-Maschinengewehr des Kalibers 12,7 mm. Eingesetzt bei den Flugabwehrtruppen der Divisionen. | Heer      |
| Flugabwehrkanonenpanzer M42A1                     |      | 1956             | 1979             | 496          | –              | Eingesetzt bei den Flugabwehrbatterien und -bataillonen auf Brigade- und Divisionsebene. | Heer      |
| Flugabwehrraketensystem HAWK, Ladefahrzeug XM 501 |      | 1965             | 2005             | 144          | –              | Eingesetzt als Luftverteidigungsgürtel. | Luftwaffe |
| Flugabwehrkanonenpanzer Gepard                    |      | 1976             | 2010             | 420          | –              | Eingesetzt in den Flugabwehrregimentern der Divisionen. 2010 wurden alle Exemplare aus Kostengründen stillgelegt. | Heer      |
| Flugabwehrraketenpanzer Roland                    |      | 1981             | 2005             | 140          | –              | Flugabwehrraketensystem Roland auf modifiziertem Marder-Fahrwerk. Eingesetzt in den Flugabwehrregimentern der Korps. | Heer      |
| Leichtes Flugabwehrsystem                         |      | 2001             | heute            | 67           | 19 (Ende 2020) | Leichtes Flugabwehrsystem, bestehend aus - Waffenträger Ozelot - Aufklärungs-, Führungs- und Feuerleitfahrzeug (AFF) - Batterieführungs-/Unterstützungsfahrzeug (BF/UF) auf Basis des Wiesel 2. Beschafft wurden 60 Waffenträger, 10 AFF und 7 BF/UF. Ehemals eingesetzt bei der Heeresflugabwehrtruppe, Anfang 2012 an die Luftwaffe übergeben. | Luftwaffe |

## Panzerhaubitzen
| Muster                             | Bild | Dienstzeit von … | Dienstzeit bis … | Anzahl insg. | Anzahl aktuell | Verwendung | Benutzer |
| ---------------------------------- | ---- | ---------------- | ---------------- | ------------ | -------------- | --- | -------- |
| leichte Panzerhaubitze M7B2 Priest |      | 1956             | 1966             | 107          | –              | Erstausstattung der Panzerartillerie | Heer     |
| leichte Panzerhaubitze M52         |      | 1957             | 1966             | ?            | –              | Ergänzung zur M7 Priest | Heer     |
| mittlere Panzerhaubitze M44        |      | 1958             | 1966             | ?            | –              | Gepanzerte Panzerhaubitze | Heer     |
| schwere Panzerhaubitze M55         |      | 1956             | 1966             | 16           | –              | bei der Divisions-Artillerie im Einsatz | Heer     |
| Panzerhaubitze M109                |      | 1966             | 2007             | 586          | –              | In seiner Dienstzeit mehrfach kampfwertgesteigert. Anfang der 1980er-Jahre auf eine neue Waffenanlage umgerüstet für eine Höchstschussweite von 24,7 Kilometern. Eingesetzt bei der Artillerietruppe. | Heer     |
| Panzerhaubitze 2000                |      | 1998             | heute            | 185          | 121 (12/2017)  | Gepanzertes Artilleriegeschütz | Heer     |

## Feldartillerie auf Selbstfahrlafetten
| Muster                         | Bild | Dienstzeit von … | Dienstzeit bis … | Anzahl insg. | Anzahl aktuell | Verwendung | Benutzer |
| ------------------------------ | ---- | ---------------- | ---------------- | ------------ | -------------- | --- | -------- |
| Schwere Feldkanone 175 mm M107 |      | 1964             | 1980             | 150          | –              | Artilleriegeschütz der Feldartilleriebataillone. Mit der Einnahme zur Heeresstruktur 4 umgerüstet auf M110 mit neuen L/37-Rohr (Kaliber 203 mm) | Heer     |
| Schwere Haubitze 203 mm M110   |      | 1964             | 1993             | 80           | –              | Geeignet zum Verschießen nuklearer taktischer Projektile. Baugleich zur Selbstfahrlafette M107, jedoch mit einem 203-mm-Geschütz. Ab der Heeresstruktur 4 mit neuen Rohr L/37 ausgerüstet. Eingesetzt bei den Feldartilleriebataillonen der Divisionen, Korpsverbänden und Artilleriebataillone. | Heer     |

## Raketenwerfer, Raketenstart- und Transportfahrzeuge
| Muster                                      | Bild | Dienstzeit von … | Dienstzeit bis … | Anzahl insg. | Anzahl aktuell              | Verwendung | Benutzer  |
| ------------------------------------------- | ---- | ---------------- | ---------------- | ------------ | --------------------------- | --- | --------- |
| Lenkwaffensystem Pershing                   |      | 1963             | 1985             | 79           | –                           | Eingesetzt bei den Flugkörpergeschwadern der Luftwaffe. Zum Waffensystem gehörte das Transport-, Aufrichte- und Startfahrzeug M474 auf M113-Chassis. Für die Rakete gab es unter US-Bewachung stehende nukleare Gefechtsköpfe. Mit Einführung der Pershing IA wurden die Trägerfahrzeuge ausgemustert. | Luftwaffe |
| Artillerieraketensystem Lance               |      | 1976             | 1992             | 25           | –                           | Eingesetzt bei den Raketenartilleriebataillonen auf Korpsebene. Zum Waffensystem gehörte das Startfahrzeug M752 sowie das Ladefahrzeug M688 auf M113-Chassis. Für die Rakete gab es nukleare Gefechtsköpfe.                                                                                            | Heer      |
| Mittleres Artillerieraketensystem (MARS)    |      | 1989             | 2016             | 154          | 1                           | | Heer, WTD |
| Mittleres Artillerieraketensystem (MARS II) |      | 2011             | bis heute        | 40           | 35 (5 an Ukraine abgegeben) | Im Los 1 wurden von 2011 bis 2013 22 MARS I auf MARS II umgerüstet. Im Los 2 wurden von 2019 bis 2022 18 MARS I auf MARS II umgerüstet. | Heer, WTD |

## Beobachtungspanzer
| Muster                                   | Bild | Dienstzeit von … | Dienstzeit bis … | Anzahl insg. | Anzahl aktuell | Verwendung | Benutzer |
| ---------------------------------------- | ---- | ---------------- | ---------------- | ------------ | -------------- | --- | -------- |
| Beobachtungspanzer M16                   |      | 1956             | 1962             | ?            | –              | Entwaffnete Flakpanzer M16 zur Nutzung als Zugführerfahrzeuge der Flugabwehrtruppen der Divisionen. | Heer     |
| Schützenpanzer kurz, Hotchkiss, Typ 22-2 |      | 1958             | 1977             | ?            | –              | | Heer     |
| M113 ABRA                                |      | 1976             | heute            | ?            | ?              | | Heer     |
| Beobachtungspanzer                       |      | 1983             | 2004             | 486          | –              | Kanonenjagdpanzer ohne Kanone als Beobachtungs- (BeobPz) sowie zu Beobachtungs- und Führungspanzern (BeobPz/FuePz) umgebaut. Sie dienten als VB-Panzer in den Artilleriebataillonen sowie in den Panzermörserkompanien der Panzergrenadierbataillone. Im Jahr 1999 wurden sie bei den Panzergrenadieren durch SPz Marder 1A3 und bei der Artillerie durch den M113 Optronic ersetzt, blieben jedoch bis 2004 bei einigen Einheiten ungenutzt im Bestand. | Heer     |

## Pionierpanzer
| Muster                  | Bild | Dienstzeit von … | Dienstzeit bis … | Anzahl insg.  | Anzahl aktuell | Verwendung | Benutzer |
| ----------------------- | ---- | ---------------- | ---------------- | ------------- | -------------- | --- | -------- |
| M48 Räumpanzer          |      | 1959             | 1995             | ?             | –              | Erstausstattung der Bundeswehr, dann noch bei den beiden Jägerdivisionen eingesetzt. Zuletzt bei der Heimatschutztruppe. | Heer     |
| Pionierpanzer 1         |      | 1969             | Ende 1980er      | 36            | –              | Bergepanzer 2-Variante (Bezeichnung unter anderem auch als Bergepanzer 2A1) die für die Pioniere umgerüstet wurde. War unter anderem mit einem Erdbohrgerät für Schützenlöcher ausgestattet. Alle Fahrzeuge wurden zum Pionierpanzer Dachs umgebaut.                                                                                      | Heer     |
| Pionierpanzer 2A1 Dachs |      | 1989             | heute            | 140           | 83             | Gepanzertes Pionier-Arbeitsgerät auf dem Leopard-1-Fahrgestell. Es ist der erste Pionierpanzer der Bundeswehr, der gezielt auf die Einsatzgebiete der Pioniere optimiert wurde. | Heer     |
| Pionierpanzer 3 Kodiak  |      | ab 2023          | -                | 44 (bestellt) | 0              | Gepanzertes Pionier-Arbeitsgerät auf dem Leopard-2-Fahrgestell. Die Bundeswehr wird für einen Vertragspreis von 295 Millionen Euro 44 PiPz 3 Kodiak als Nachfolger des PiPz 2 Dachs beschaffen. Dafür werden seitens der Bundeswehr 44 Leopard 2A4 Fahrgestelle bereitgestellt. Die Auslieferung ist für die Jahre 2023 bis 2029 geplant. | Heer     |

## Brückenlegepanzer
| Muster                     | Bild | Dienstzeit von … | Dienstzeit bis … | Anzahl insg.  | Anzahl aktuell | Verwendung | Benutzer |
| -------------------------- | ---- | ---------------- | ---------------- | ------------- | -------------- | --- | -------- |
| Brückenlegepanzer M48      |      | 1960             | 1992             | 102           | –              | Erstausstattung bei den Panzerpionieren der Bundeswehr. Dann noch bei den beiden Jägerdivisionen und zuletzt bei der Heimatschutztruppe. Eine Lebensverlängerungsmaßnahme wurde 1989 eingeleitet, aber nicht mehr durchgeführt. | Heer     |
| Brückenlegepanzer Biber    |      | 1973             | heute            | 105           | 40             | Der Biber ist ein Brückenlegepanzer und basiert auf dem Fahrgestell des Leopard 1. | Heer     |
| Panzerschnellbrücke Leguan |      | 2018             | heute            | 31 (bestellt) | 7              | Die Panzerschnellbrücke Leguan basiert auf dem Fahrgestell des Leopard 2 und soll die Panzerschnellbrücke Biber vollständig ersetzen. Die Lieferung des 2. Loses über 24 Systeme ist für die Jahre 2023–2028 geplant.           | Heer     |

## Minenlege- und Minenräumpanzer
| Muster                   | Bild | Dienstzeit von … | Dienstzeit bis … | Anzahl insg. | Anzahl aktuell | Verwendung | Benutzer |
| ------------------------ | ---- | ---------------- | ---------------- | ------------ | -------------- | --- | -------- |
| Minenwurfsystem Skorpion |      | 1981             | 2012             | 300          | –              | Minenwerfer auf M548 A1 G, ein M113-Derivat. Eingesetzt bei den Panzerpionierkompanien der Kampfbrigaden und Pionierbataillone.                 | Heer     |
| Minenräumpanzer Keiler   |      | 1996             | heute            | 24           | 24             | Minenräumpanzer auf Basis des M48. Erfolgreich eingesetzt bei dem UN-Einsatz in Somalia und bei SFOR. Im Dienst bei den Panzerpionierkompanien. | Heer     |

## Bergepanzer
| Muster               | Bild | Dienstzeit von … | Dienstzeit bis … | Anzahl insg. | Anzahl aktuell | Verwendung | Benutzer |
| -------------------- | ---- | ---------------- | ---------------- | ------------ | -------------- | --- | -------- |
| M74                  |      | 1956             | 1963             | 300          | –              | Erstausstattung des Heeres | Heer     |
| Bergepanzer 1, M88   |      | 1962             | 2000             | 125          | –              | Als Bergefahrzeug für den Kampfpanzer M48 entwickelt. | Heer     |
| Bergepanzer 2        |      | 1966             | heute            | 444          | ≈100           | Basierend auf dem Kampfpanzer Leopard 1 1966 eingeführt und seither stetig verbessert. Im Baulos 3 erhielt er eine Leistungssteigerung, um das erhöhte Turmgewicht des Gepard und Leopard 2 zu bewältigen.                                    | Heer     |
| Bergepanzer 3 Büffel |      | 1992             | heute            | 75           | 73             | Mit der Einführung des Leopard 2 wurde ein neuer Bergepanzer nötig. Seit 1992 eingeführt und in den Panzerkompanien eingesetzt. Als Basis dient das Chassis des Leopard 2. Die Bergetechnik wird ebenfalls in ausländischen Modellen genutzt. | Heer     |

## Sanitätspanzer
| Muster                    | Bild | Dienstzeit von … | Dienstzeit bis … | Anzahl insg. | Anzahl aktuell | Verwendung | Benutzer |
| ------------------------- | ---- | ---------------- | ---------------- | ------------ | -------------- | --- | -------- |
| M113 KrKw                 |      | 1985             | ?                | 262          | –              | In Verwendung bei den Sanitätseinheiten der gepanzerten Streitkräfte. Wird durch die Sanitätsvariante des GTK Boxer ersetzt. | Heer     |
| Wiesel 2 Sanitätsfahrzeug |      | 2003             | heute            | 33           | 33             | | Heer     |
| Bv 206S Husky             |      | 2004             | heute            | 79           | 79             | Gepanzerte Version des Bv 206D als KrKw, davon vier als BAT (Beweglicher Arzt-Trupp)                                         | Heer     |

## Kettenzugmittel
| Muster                           | Bild | Dienstzeit von … | Dienstzeit bis … | Anzahl insg. | Anzahl aktuell | Verwendung | Benutzer |
| -------------------------------- | ---- | ---------------- | ---------------- | ------------ | -------------- | --- | -------- |
| Vollkettenartillerietraktor M4   |      | 1956             | 1960             | ?            | –              | Erstausstattung der Bundeswehr. Der Traktor diente den Feldartilleriebataillonen zum Schleppen der Feldhaubitzen M114, M115 und der Feldkanone M59.                                               | Heer     |
| Vollkettenartillerietraktor M5A4 |      | 1956             | 1960             | ?            | –              | Erstausstattung der Bundeswehr. Der Traktor diente wie der M4 den Feldartilleriebataillonen zum Schleppen der Feldhaubitzen und wurde vereinzelt auch bei den Pionieren als Zugmittel eingesetzt. | Heer     |

## Ferngesteuerte Kettenfahrzeuge
| Muster                       | Bild | Dienstzeit von … | Dienstzeit bis … | Anzahl insg. | Anzahl aktuell | Verwendung                                                                               | Benutzer                |
| ---------------------------- | ---- | ---------------- | ---------------- | ------------ | -------------- | ---------------------------------------------------------------------------------------- | ----------------------- |
| Manipulationsfahrzeug tEODor |      | 2012             | heute            | ?            | ?              | Ferngesteuerter Roboter zur Aufklärung und Kettenantrieb                                 | Heer, Luftwaffe, Marine |
| Aufklärungssystem RABE       |      | 2018             | heute            | 193          | 193 (bis 2022) | Roboter zur Aufklärung, Beobachtung und Erkundung; vor allem für Orts- und Häuserkämpfe. | Heer, Luftwaffe, Marine |

## Experimental- und Probemuster
| Muster                               | Bild | Dienstzeit von … | Dienstzeit bis … | Anzahl insg. | Anzahl aktuell | Verwendung | Benutzer |
| ------------------------------------ | ---- | ---------------- | ---------------- | ------------ | -------------- | --- | -------- |
| Spähpanzer SP I.C.                   |      | 1956             | 1962             | ?            | –              | Aufklärungspanzer auf dem Chassis des Schützenpanzers Kurz | WTD      |
| Kampfpanzer 70                       |      | 1967             | 1969             | 10           | –              | deutsch-amerikanischer Prototyp. Es wurden drei Erprobungsträger und sieben Prototypen gebaut | WTD      |
| Tiefflieger-Überwachungsradar (TÜR)  |      | 1970er-Jahre     | ?                | 1            | –              | Prototyp für eine effektivere Tieffliegerüberwachung. Versuch eingestellt. | WTD      |
| Gepanzerte Pioniermaschine           |      | 1972             | 1980             | 2            | –              | Vorläufer des Pionierpanzers Dachs. Zwei unterschiedliche Exemplare jeweils von Maschinenbau Kiel (GPM 1) und Eisenwerke Kaiserslautern (GPM 2)                                                                              | WTD      |
| Versuchsträger 1-1/-2 Kampfpanzer 80 |      | 1972             | 1976             | 2            | –              | Kasemattpanzer, eine Studie im Rahmen Kampfpanzer 3. Zwei Varianten mit 105-mm- und 120-mm-Kanone. Deutsch-britische Zusammenarbeit. Weitere Prototypen in unterschiedlicher Ausführung wurden bei dieser Studie erarbeitet. | WTD      |
| Versuchsträger Scheitellafette 1     |      | 1976             | 1978             | 1            | –              | Panzer mit Scheitellafette auf Marder-Chassis als weitere Studie zum Kampfpanzer 3. Insgesamt wurden vier Scheitelkonzepte erarbeitet und systemanalytisch untersucht.                                                       | WTD      |
| Kampfpanzer 90                       |      | 1978             | 1982             | 0            | –              | Deutsch-französisches Kampfpanzerprogramm. Verschiedene Flachturmstudien. Teilweise mit neuen Fahrgestell oder auf Leopard 2. Keine Prototypen gefertigt, nur Holzmodelle. Teil des Projektes Kampfpanzer 3.                 | WTD      |
| Transport- und Gefechtsfahrzeug PUMA |      | 1980             | 1993             | 5            | –              | Eigenfinanziertes Konzept der Industrie für einen Panzerabwehrwagen inklusive einer Fahrzeugfamilie. Insgesamt fünf Prototypen gefertigt, davon zwei vom BWB übernommen. Vom PUMA wurde das Marder-2-Programm abgeleitet.    | WTD      |
| Marder 2                             |      | 1984             | 1992             | 1            | –              | Prototyp von Krauss-Maffei Wegmann für Marder-Nachfolger. | WTD      |
| Panzerkampfwagen 2000                |      | 1988             | 1992             | 2            | –              | Kampfpanzer Versuchsträger mit zweiköpfiger Besatzung im Rahmen Kampfpanzer 3. Ohne Waffenanlage. | WTD      |
| Neue Gepanzerte Plattform            |      | 1995             | 2001             | 0            | –              | Einheitsplattform für Kampf- und Schützenpanzer, 2001 eingestellt. Keine Prototypen gefertigt. | WTD      |
| Panzerschnellbrücke 2                |      | 2002             | 2009/2010        | 1            | –              | Die geforderte Verlegezeit konnte bis 2010 in der Praxis nicht erreicht werden. Das Projekt gilt als gescheitert. | WTD      |
| leichter Aufklärungsroboter IRobot   |      | 2008             | ?                | ?            | ?              | Ferngesteuerter Roboter mit Kettenantrieb | WTD      |
| VTGS Versuchsträger Gesamtschutz     |      | ?                | ?                | 1            | 1              | Versuchsträger zur Erprobung der Tarnkappentechnik | ?        |